# Systemherrarna
Systemherrarna (eng. System Lords) är i science fiction-serien Stargate benämningen på de Goa'ulder (Goa'ulder är varelser från en annan planet, som parasiterar bland annat människor) som har slagit sig fram till den högsta befattningen i sin hierarki. De härskar över armador av rymdskepp och uppträder för människorna som gudar i de olika forntida kulturerna, som exempelvis Ra, Anubis, Apophis, Baal och Nirtti. Systemherrarna är samtidigt mänsklighetens farligaste fiende, men splittras inbördes så att de ligger i permanent krig med varandra. Ofta är en systemherre dominant varpå flera av de övriga tvingas ingå allians för att bekämpa denne.

## Kortfattad beskrivning av en del av de olika systemherrarna
Apophis - mycket mäktig systemherre och SG-teamets fiende nummer ett i TV-serien. Apophis förde bort Sha're, Daniel Jacksons fru, och Skaara, Sha'res bror och vän till överste Jack O'Neill. Sha're blev värd till Amaunet, Apophis' drottning medan Skaara blev värd för Klorel, Apophis' son. Apophis var en drakgestalt i det gamla Egypten som dagligen försökte förhindra Ras färd över himlen.
Anubis - en gammal och mäktig Goa'uld som i nutid rest sig till att bli en av de mäktigaste systemherrarna; i den egyptiska mytologin är Anubis son till Osiris och Neftys och den som dömer de döda. Anubis avbildas med hund- eller schakalhuvud. Anubis kom sedan att bli delvis upphöjd, något som gjorde honom väldigt mäktig och gjorde det nästan omöjligt att döda honom.
Ba'al - systemherre som blir mäktigare under seriens gång. Underkuvar Mot i Stargate SG-1, men var tidvis, liksom de flesta andra systemherrar, underkastad Anubis. Ba'al var storm- och fruktbarhetsgud i forntida Syrien och den högste guden och sonen till El (det semitiska gudanamn som namnet Allah härstammar ifrån) i det Kanaan som israeliterna besegrar i Gamla Testamentet. Ba'al var den systemherre som överlevde längst tid, och det är inte säkert om alla de kloner av honom som skapades verkligen dödats.
Bastet - obetydlig i serien. I det gamla Egypten var Bastet en katthövdad gudinna.
Cronus - mäktig Goa'uld i seriens tre första säsonger, ansvarig för mordet på Teal'c's far. I antikens Grekland utgav Cronus sig för att vara en gud, en titan, som blev far till Zeus, Hera, Poseidon och Hades.
Hathor - ursprungligen systemherren Ras hustru. Hathor ligger begravd i ett mayatempel tills arkeologer hittar henne.
Heru-ur - eller Horus, är en av de mäktigare systemherrarna, men jagas av andra Goa'uld eftersom han är avlad av två Goa'ulder: Ra och Hathor. Han har fått sitt namn efter Horus, den egyptiska himmelsguden.
Imhotep - mindre betydande Goa'uld. Imhotep anses vara arkitekten för de första stora pyramiderna i det gamla Egypten.
Kali - tämligen obetydlig i serien. I indisk mytologi är Kali ("den svarta") hinduernas modergudinna, men även en symbol för upplösning och förstörelse.
Kel'tar - jagas av Sokar.
Marduk - en systemherre som spelade Gud i det gamla Babylon och var så ond att hans egna präster fängslade honom inuti en sarkofag tillsammans med en varelse som hela tiden åt av honom medan sarkofagen höll honom vid liv. Marduk övermannade till slut varelsen, och i nutid massakrerade han det ryska team som öppnade den påträffade sarkofagen...
Klorel - Apophis son. Klorel utnyttjar Jack O'Neills vän Skaaras kropp som värd.
Mot - dödsgud i Kanaan (kananéerna levde i landet väster om floden Jordan innan israeliterna kom dit); Mot besegras av Baal i mytologin och underkuvas av Baal i SG-1.
Nirtti - "gudinna" som försöker förbättra DNA hos människor för att skapa supervärdar (hok'tar= Avancerad människa) till Goa'uld.
Ra - den egyptiska solguden; den systemherre som figurerade som Gud under den egyptiska högkulturen och spridde människor till ett otal planeter
Sekhmet - sol- och krigsgudinna i gamla Egypten. Sekhmet förintade Ras och Osiris fiender.
Seth - en Goa'uld som tvingats att gömma sig på Jorden sedan han försökt störta de ledande systemherrarna.
Sokar - förvandlar bland annat månen Netu till Helvetet såsom människorna föreställer sig det.
Telchak - systemherre som terroriserade indianerna i Mellanamerika. Telchak utvecklade den första sarkofagen.
Yu - en av de sista som stod emot Anubis. I kinesisk mytologi är Yu den förste kungen av Xiadynastin.
Quetesh - den Goa'uld som tagit Vala Mal Doran som värdkropp. Lite är känt om denna Goa'uld.